# Shuaphaenops
Shuaphaenops is een geslacht van kevers uit de familie van de loopkevers (Carabidae). De wetenschappelijke naam van het geslacht is voor het eerst geldig gepubliceerd in 1999 door Ueno.

## Soorten
Het geslacht Shuaphaenops is monotypisch en omvat slechts de volgende soort:
- Shuaphaenops parvicollis Ueno, 1999